# 陆汉明
陆汉明（1922年—2018年11月28日），男，江苏无锡（一作上海青浦）人，中国消化内科专家，曾任上海第二医科大学教授、博士生导师。